# Suriname aux Jeux olympiques
Le Suriname participe aux Jeux olympiques depuis 1960 et a envoyé des athlètes à chaque édition depuis cette date sauf en 1964 et en 1980. Le pays n'a jamais participé aux Jeux d'hiver. 
Le pays a remporté  1 médaille d'or et 1 de bronze aux Jeux olympiques. Ces 2 médailles ont été remportées par Anthony Nesty en natation.
Le Comité national olympique du Suriname a été créé en 1959 et a été reconnu par le Comité international olympique (CIO) la même année.

## Médailles
| Médaille | Nom           | Jeux           | Sport    | Compétition           |
| -------- | ------------- | -------------- | -------- | --------------------- |
| Or       | Anthony Nesty | Séoul 1988     | Natation | 100 m papillon hommes |
| Bronze   | Anthony Nesty | Barcelone 1992 | Natation | 100 m papillon hommes |